# Kanton Soultz-Haut-Rhin

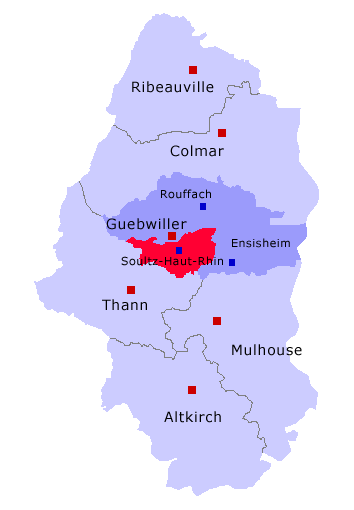
Lage des Kantons Soultz-Haut-Rhin im Arrondissement Guebwiller und im Département Haut-Rhin

Der Kanton Soultz-Haut-Rhin war von 1790 bis 2015 ein französischer Wahlkreis im Arrondissement Guebwiller im Haut-Rhin in der Region Elsass.

## Geschichte
Der Kanton wurde am 4. März 1790 im Zuge der Einrichtung der Départements als Teil des damaligen „Distrikts Colmar“ gegründet. Mit der Gründung der Arrondissements am 17. Februar 1800 wurde der Kanton als Teil des damaligen Arrondissements Colmar neu zugeschnitten. Von 1871 bis 1919 war das Gebiet Teil des damaligen „Kreises Gebweiler“, in dem es keine weitere Untergliederung gab. Am 28. Juni 1919 wurde der Kanton Teil des Arrondissements Guebwiller. Am 22. März 2015 wurde der Kanton aufgelöst.

## Gemeinden
- Berrwiller
- Bollwiller
- Feldkirch
- Hartmannswiller
- Issenheim
- Jungholtz
- Merxheim
- Raedersheim
- Soultz-Haut-Rhin
- Ungersheim
- Wuenheim